# Phyladelphus geminus
Phyladelphus geminus är en tvåvingeart som beskrevs av Becker 1910. Phyladelphus geminus ingår i släktet Phyladelphus och familjen fritflugor.
Artens utbredningsområde är Tanzania. Inga underarter finns listade i Catalogue of Life.